# Storeria victa
Storeria victa là một loài rắn trong họ Rắn nước. Loài này được Hay mô tả khoa học đầu tiên năm 1892.